# Українська Гельсінська спілка

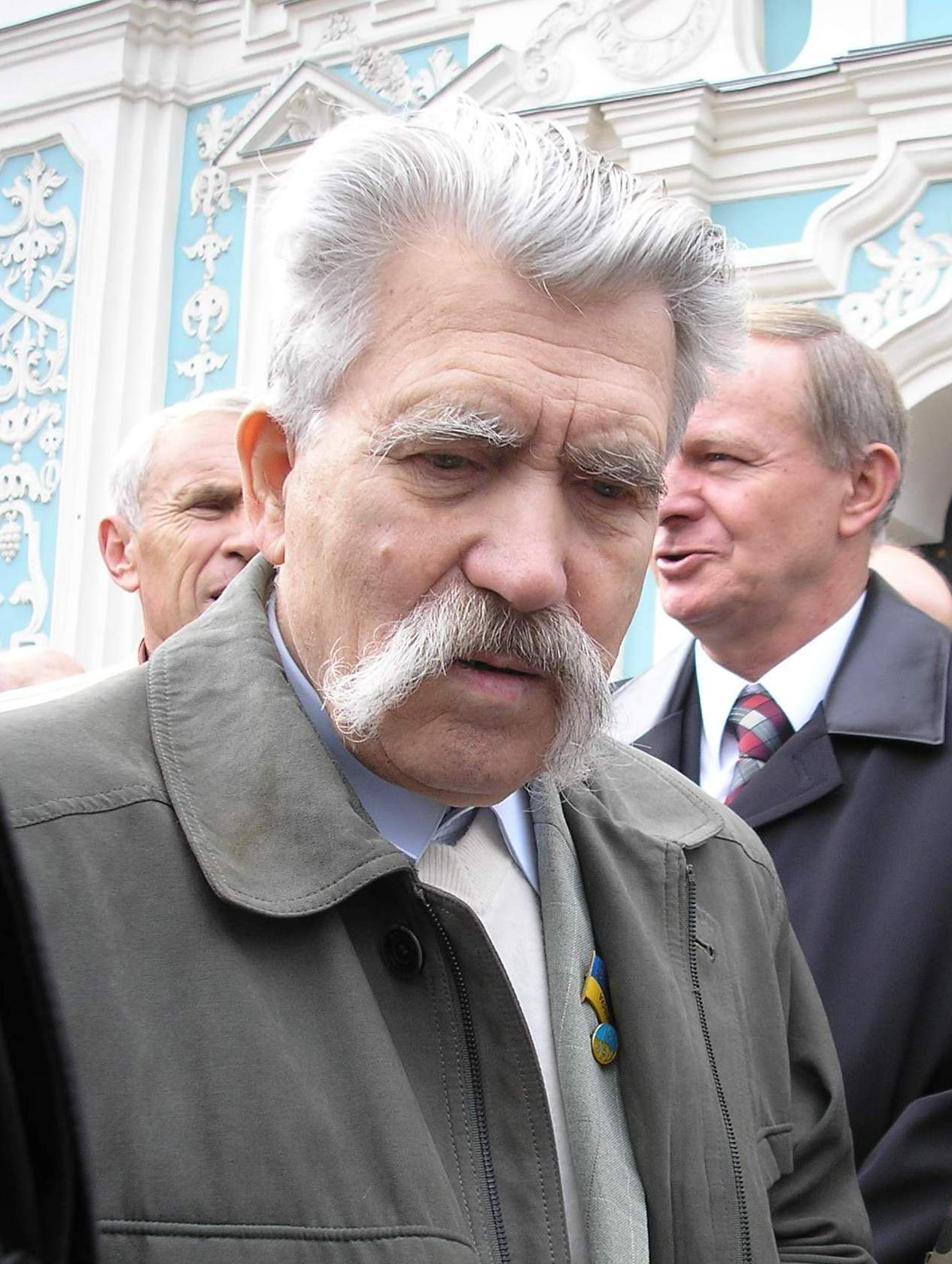
Левко Лук'яненко — голова УГС.

«Украї́нська Ге́льсінська спі́лка» — українська громадсько-політична і правозахисна організація, заснована 7 липня 1988 року у Львові членами Української Гельсінської групи. Головою Спілки було обрано Левка Лук'яненка.
На базі УГС 30 квітня 1990 року була створена Українська республіканська партія.

## Українська Гельсінська група
Масові репресії 1972 року на деякий час паралізували активність дисидентів. Однак вже у 1974 році побачили світ 7 та 8 випуски «Українського вісника», у відновленні якого значну роботу провів Степан Хмара. За кордоном було видано низку книжок правозахисників, що не змогли побачити світ в Україні. У 1975 році уряди 35 держав Європи і Північної Америки, у тому числі і уряд СРСР, підписали Гельсінські угоди, що були покликані закріпити нові відносини в Європі, забезпечити виконання у кожній з них високих принципів демократії, прав людини. Розуміючи, що за умов Радянської України це практично неможливо, в листопаді 1976 р. група правозахисників об'єдналася в Українську групу сприяння використанню Гельсінських угод в Україні, або Українську Гельсінську групу.
Незважаючи на цілковиту законність діяльності спілки, її підтримку західними демократіями, акції групи проходили в обстановці постійного тиску з боку владних структур. Особливу ненависть викликали у КДБ поширювані на Заході меморандуми про незаконні арешти, списки політичних в'язнів, їхнє становище у в'язницях тощо.
Уже через 3 місяці, у лютому 1977 року, було заарештовано керівників Української Гельсінської групи — Миколу Руденка та Олексу Тихого. Незабаром їх було засуджено відповідно на 12 і 15 років неволі; згодом — Мирослава Мироновича, Миколу Матусевича, Левка Лук'яненка. Їх було засуджено до тривалих строків ув'язнення. До 1980 року близько ¾ членів групи були засуджені на строки від 10 до 15 років. На той час 15 років було найбільшим строком ув'язнення.
У 1980 році арешти розгорнулися з новим розмахом. Того ж року були заарештовані за звинуваченням в антирадянській агітації і пропаганді О.  Шевченко, В. Чорновіл, В. Стус, С. Хмара. Ланцюг заарештованих продовжується аж до початку перебудовчих процесів в середині 80-х років. Лише деяким членам організації ціною неймовірних зусиль пощастило емігрувати за кордон. У таборах загинули В Стус, В. Марченко, О. Тихий, Ю. Литвин.
Вона стала найбільшою правозахисною організацією в республіці. Її керівником став письменник Микола Руденко, а серед 36 членів були такі відомі дисиденти, як Петро Григоренко, Левко Лук'яненко, Іван Кандиба, Надія Світлична, В'ячеслав Чорновіл, Василь Стус, Святослав Караванський, Оксана Мешко, Олесь Бердник та ін.
Як зазначає історик О. Субтельний, дану групу відрізняли від попередніх дві важливі риси. Перша полягала в тому, що УГС була відкритою громадською організацією, яка, хоч і не була визнана владою, проте вважала, що має законне право на існування. Іншою її рисою були контакти з аналогічними групами по всьому СРСР.

## Створення Української Гельсінської спілки
На основі Української Гельсінської групи 7 липня 1988 року на 50-тисячному мітингу, що відбувся на площі перед Львівським університетом, було проголошено створення Української Гельсінської спілки (УГС).
У декларації Української Гельсінської Спілки зазначалося, що організація має за мету вирішення чотирьох головних завдань:
- Сприяти ознайомленню широких кіл української громадськості з Декларацією прав людини.
- Виходячи з переконань, що мир між народами не можна забезпечити без вільних контактів поміж людьми, а також без вільного обміну інформацією та ідеями, активно сприяти виконанню статей Прикінцевого Акта з питань безпеки і співпраці в Європі.
- Домагатися, щоб на всіх міжнародних нарадах, де мають обговорюватися підсумки виконання Гельсінських угод, Україна, як суверенна європейська держава і член ООН, була представлена окремою делегацією.
- З метою вільного обміну інформацією та ідеями домагатися акредитування в Україні представників зарубіжної преси.

У Декларації проголошувалося, що в своїй роботі спілка керується не політичними, а лише гуманітарно-правовими мотивами і свою головну мету бачить в ознайомлені світового співтовариства з порушенням прав людини в Україні. У 1989 році до УГС долучились Український християнсько-демократичний фронт (голова В.Січко), Українська народно-демократична ліга, частина членів Спілки Незалежної Української Молоді, які висловлювали більш радикальні ідеї.

## Фільмографія
- Документальний фільм «Українська Гельсінська спілка: вектор визначено» (Фільм перший), режисер Сніжана Потапчук. — НТКУ, 2013 [Архівовано 14 жовтня 2014 у Wayback Machine.].
- Документальний фільм «Українська Гельсінська спілка: вектор визначено» (Фільм другий), режисер Сніжана Потапчук. — НТКУ, 2013 [Архівовано 14 жовтня 2014 у Wayback Machine.].